# Lừa hoang Ba Tư
Lừa hoang Ba Tư (Danh pháp khoa học: Equus hemionus onager), đôi khi cũng gọi là lừa rừng Ba Tư hay Lừa vằn Ba Tư là một phân loài của loài lừa hoang Trung Á. Chúng có nguồn gốc từ Iran. Chúng được liệt kê như là "loài cực kỳ nguy cấp" và "cực kỳ hiếm" với tổng số không quá 600 cá thể còn lại trong tự nhiên và chỉ có một số ít khoảng 30 cá thế sinh sống trong các tổ chức khu vực Bắc Mỹ. 

## Từ nguyên
Việc một giống lừa hoang Ba Tư cũng chỉ đơn giản là đặt tên Gur, trong tiếng Ba Tư có nghĩa là "nhanh", trong đó có chữ "Gur" đã được bảo quản như các âm tiết thứ hai cho ono có nghĩa là "con lừa", do đó, từ này chỉ về một giống lừa rừng nhanh nhẹn. Đôi khi thuật ngữ "một giống lừa hoang" được dành riêng cho phân loài này.
Tuy nhiên, như toàn bộ loài lừa hoang dã châu Á được gọi đơn giản là một giống lừa hoang hay lừa rừng, nó bây giờ cũng phục vụ như là tên khoa học của lừa hoang dã của Ba Tư cũng như (Equus hemionus, một giống lừa rừng). Thông tin cơ bản về sinh học của phân loài và làm thế nào nó khác với những phân loài khác đang thiếu, đó cản trở các nỗ lực bảo tồn phân loài này. 

## Đặc điểm

### Ngoại hình
Chúng lớn hơn một chút so với lừa. Chúng nặng khoảng 290 kg và dài khoảng 2,1 mét (độ dài bao gồm đầu và thân), và là tương tự như ngựa nhiều hơn. So với ngựa thì chân của chúng ngắn hơn và màu lông của chúng dao động phụ thuộc theo mùa. Nói chung, lông của chúng có màu nâu ánh đỏ trong mùa hè, trở thành nâu ánh vàng trong các tháng mùa đông. Chúng có sọc màu đen có viền màu trắng mở rộng xuống phía dưới của đoạn giữa lưng và một đường sọc dài trên lưng. Chúng có tiếng là khó thuần hóa. Chúng là động vật dễ dàng bị nhiễm bệnh.

### Phân bố
Lừa hoang Ba Tư được biết là sống thảo nguyên núi, bán sa mạc hay vùng đồng bằng sa mạc. Chúng thường được tìm thấy trong sa mạc thảo nguyên. Dân số lớn nhất của chúng được tìm thấy ở trong Vườn Quốc gia Khar Turan. Môi trường sống thiên của chúng là sa mạc, bán sa mạc, đồng cỏ khô cằn, cây bụi và những thảo nguyên núi cho dù các phân loài có khác nhau nhưng địa hình phân bố đều giống nhau vì chúng đã tiến hóa để thích nghi với những môi trường như vậy. Trong kỷ nguyên Pleistocene muộn khoảng 40.000 năm trước, lừa hoang dã châu Á dao động rộng rãi trên khắp châu Âu đến đông bắc châu Á.
Chúng đã từng bị đe dọa bởi những động vật săn mồi đầu bảng, chúng được sử dụng để làm con mồi ngon lành cho sư tử châu Á, báo hoa mai châu Á, báo săn châu Á, hổ, linh cẩu và sói lửa. Tuy nhiên, đến ngày hôm nay, các phân loài lừa hoang dã châu Á đang được bảo vệ nghiêm ngặt. Có những chương trình nhân giống khác nhau cho các phân loài một giống lừa rừng trong điều kiện nuôi nhốt và trong tự nhiên, làm tăng số lượng của chúng để cứu các loài đang bị đe dọa.

## Bảo tồn
Các mối đe dọa của chúng là việc một giống lừa rừng Ba Tư được liệt kê như nguy cơ tuyệt chủng nghiêm trọng bởi Sách Đỏ IUCN, vì chúng gần như là tuyệt chủng. Hiện nay, săn bắt để lấy thịt và cạnh tranh với chăn nuôi, và hạn hán là mối đe dọa lớn nhất đối với phân loài này. Trong lịch sử, chúng sử dụng được rất nhiều từ Trung Đông đến Trung Quốc. Tuy nhiên, cho đến thế kỷ XIX, dân số của chúng đã được giảm xuống còn vài ngàn đến vài ngàn. Hiện tại có hơn 600 con lừa hoang Ba Tư sống trong tự nhiên. Lừa hoang Ba Tư được tìm thấy trong hai tiểu quần thể ở miền nam và miền bắc Iran. Tuy nhiên, nó là tuyệt chủng trong tự nhiên ở Afghanistan. 

### Chính sách

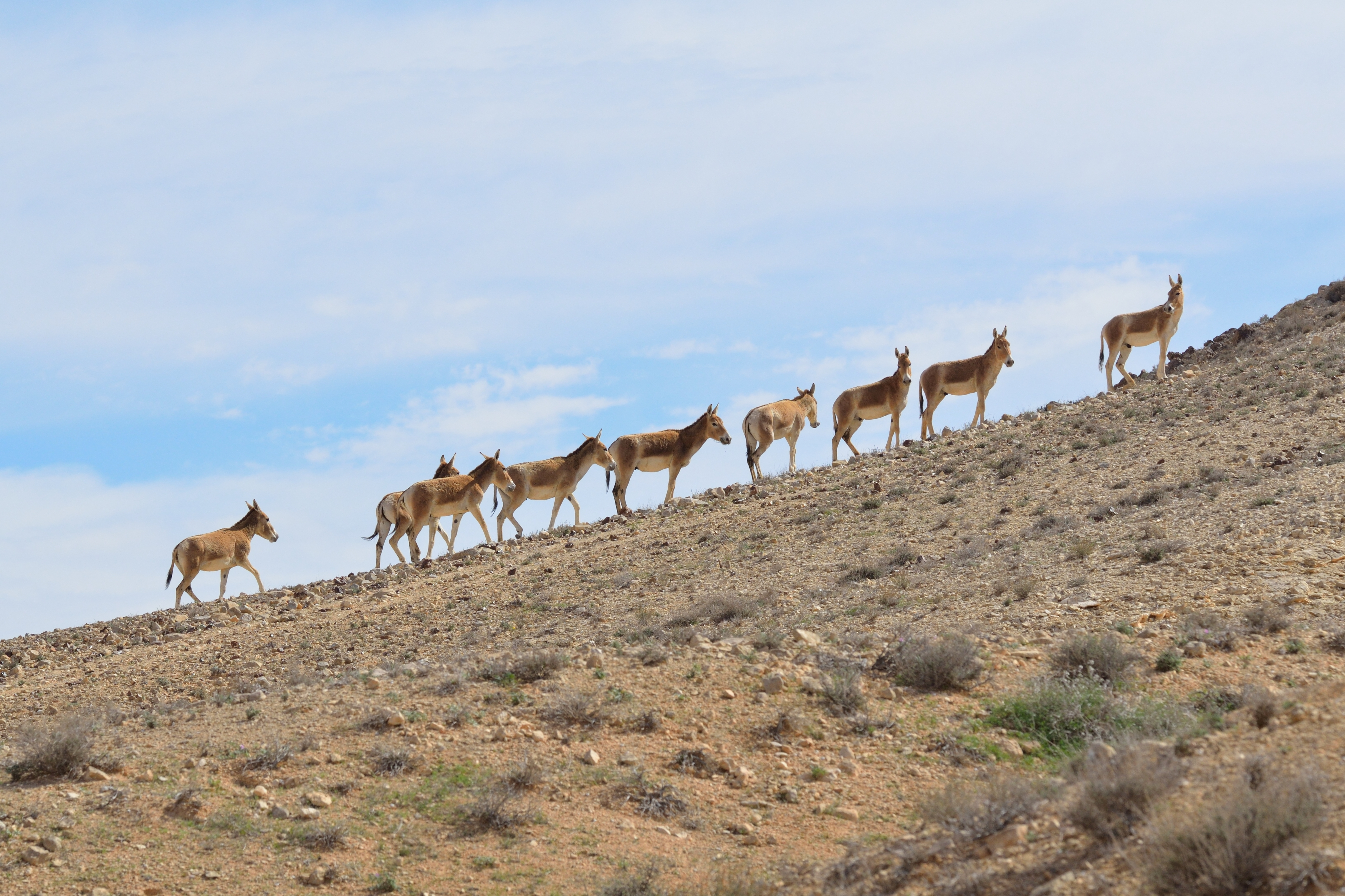
Một đàn lừa hoang Ba Tư ở Ít-xa-ren

Các lừa hoang được đánh giá cao và các biện pháp hợp pháp bảo vệ chúng, săn bắn chúng đã bị cấm. Có những chương trình bảo tồn giống, Chương trình loài nguy cấp châu Âu (EEP) dành cho Hiệp hội châu Âu của Vườn thú và Aquaria (EAZA) giúp bảo tồn một giống lừa rừng Ba Tư từ nguy cơ tuyệt chủng, bởi việc sinh sản và tái sử dụng trong phạm vi trước đây của chúng, kể cả ở những địa điểm mới một lần có loài lừa này từng tồn tại như lừa hoang Syria ở Ả Rập Xê Út, Israel và Ukraine.
Ngày 30 tháng 8 năm 2014, các quan chức Iran cho rằng ba con lừa hoang Ba Tư đã được sinh ra ở khu dự trữ Vườn Quốc gia Khar Turan gần Shahroud trong tỉnh Semnan, nơi mà nó cũng có phần lớn dân số của các giống ngựa. Trong điều kiện nuôi nhốt cũng có một vài lừa hoang Ba Tư được nuôi trong vườn thú khác nhau của châu Âu và Trung Đông, như Chester, Whipsnade và Yotvata. 

### Tái du nhập
Kể từ năm 2003, một dự án du nhập lại loài này đã được xúc tiến. Những con lừa hoang Ba Tư đã được du nhập tại Ả Rập Xê Út, nơi trước đây phân loài lừa hoang Syria trứoc đây từng sử dụng để sinh sống. Lừa hoang Ba Tư du nhập sống trong sa mạc tìm kiếm thức ăn trên cỏ và các nhánh cây để ăn nguyên liệu thực vật thân gỗ trong mùa khô.
Năm 1968, mười một con lừa hoang Ba Tư và lừa hoang Turkmenian đã được bay từ các nước về Israel để đổi lấy linh dương Israel. Chúng được nuôi trong điều kiện nuôi nhốt tại khu bảo tồn động vật hoang dã Hải Bar Yotvata. Cùng nhau, chúng sinh ra một vài giống lai Turkmenia/Ba Tư ở Israel. Con cái được sinh ra trong hoang dã trong khu vực Negev Mountains, nhằm thay thế cho các loài địa phương đã tuyệt chủng. Các giống lừa hoang du nhập đã được thành lập từ một dân số ổn định khoảng 200 cá thể.